# Ясинский, Владимир Васильевич
Владимир Васильевич Ясинский (род. 1972) — украинский и российский предприниматель в области информационных технологий.
Окончил Московский физико-технический институт, в дальнейшем изучал бизнес в Амстердамском институте финансов. С 1994 г. работал в компании «Квазар-Микро», достигнув должности вице-президента по финансам (2004—2006). В ходе реструктуризации компании в 2006 г. занял пост первого вице-президента ОАО «Ситроникс». С 2008 года президента компании «Ситроникс информационные технологии». Покинул компанию в 2012 году. 